# СТАЛИТ (ансамбль)
«СТАЛ́ИТ» — вокально-инструментальный ансамбль, созданный в 1968 году в Таганроге.

## История ансамбля
Вокально-инструментальный ансамбль «СТАЛ́ИТ» был создан в 1968 году в Таганроге Евгенией Орловой и Виктором Орловым.
Репетиционной базой ансамбля с момента основания и на протяжении всей его истории был Дворец культуры и техники им. Ленина Таганрогского металлургического завода.
Репертуар ВИА «СТАЛ́ИТ» состоял из популярных песен советских композиторов, а также из композиций собственного сочинения. География многочисленных выступлений ансамбля простиралась от Таганрога и Ростова-на-Дону до Москвы и Пярну. Только в 1976 году «СТАЛИТ» дал более 150 концертов на различных площадках страны и региона.
В 1977 году ансамблю было присвоено звание народного коллектива
.
Последний концерт ВИА «СТАЛ́ИТ» состоялся в 2004 году.